# Cooktownia robertsii
Cooktownia robertsii – gatunek roślin z monotypowego rodzaju Cooktownia z rodziny storczykowatych (Orchidaceae). Gatunek jest endemitem stanu Queensland w Australii.

## Systematyka
Gatunek sklasyfikowany do podplemienia Orchidinae w plemieniu Orchideae, podrodzina storczykowe (Orchidoideae), rodzina storczykowate (Orchidaceae), rząd szparagowce (Asparagales) w obrębie roślin jednoliściennych.